# D.T. Suzuki

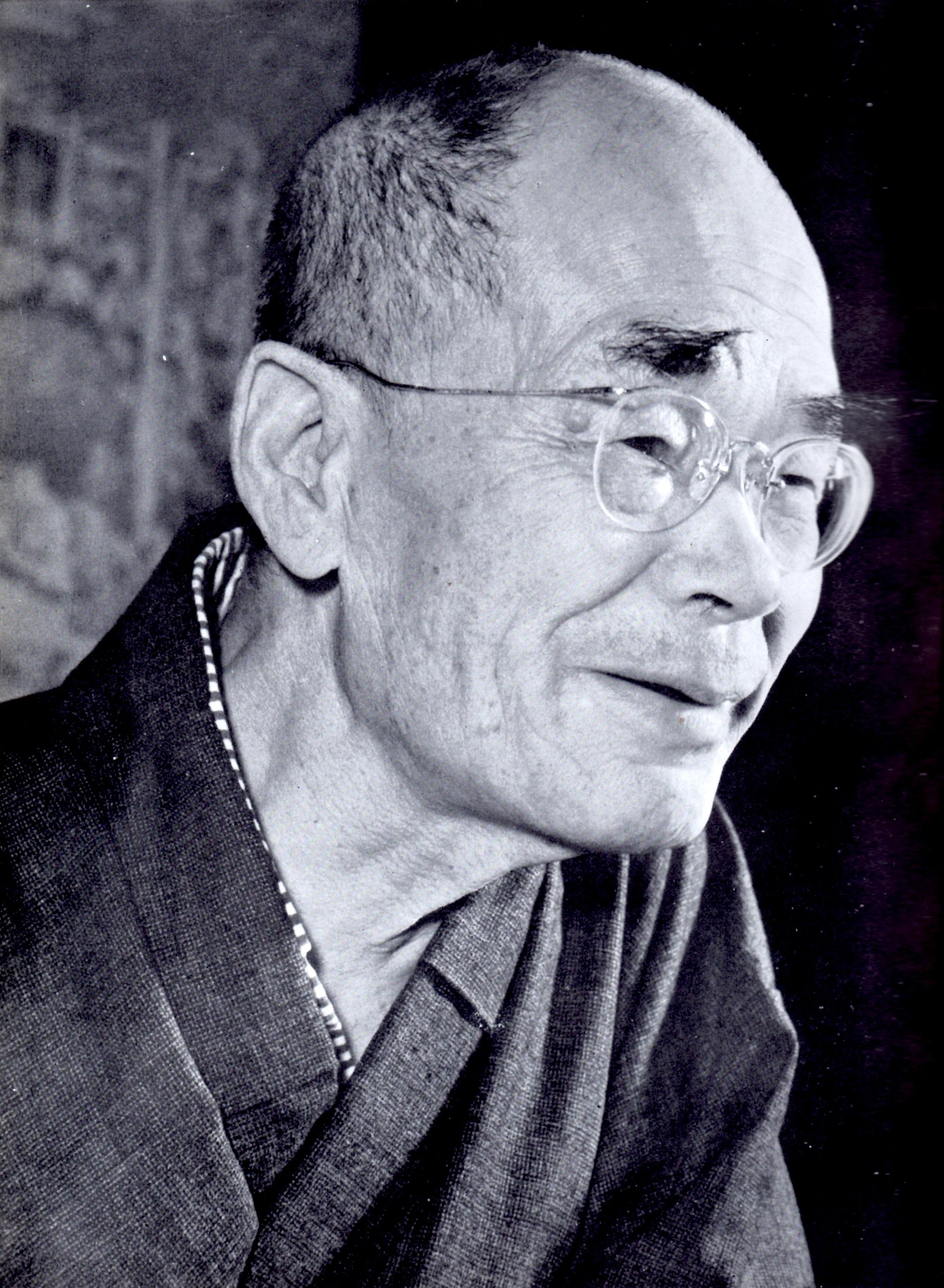
D.T. Suzuki

Daisetsu Teitaro "D.T." Suzuki, (japanska: 鈴木 大拙 貞太郎?, Suzuki Daisetsu Teitarō), född 18 oktober 1870 i Kanazawa, död 22 juli 1966, var en japansk författare som har skrivit böcker om buddhism, i synnerhet zenbuddhism. Enligt Robert E. Buswell och Donald S. Lopez är han ansedd som den person som var "ansvarig för att ta zenbuddhistiska idéer till västvärlden". Han inspirerade även västerländska buddhister såsom Alan Watts och Jack Kerouac.
Suzukis far var en läkare, och först lärde Suzuki ut engelska i japanska grundskolor. Sedan studerade han vid vad som idag är Wasedauniversitet i Tokyo, och parallellt ägnade han sig åt zenbuddhism under mästare Shaku Soen. Han blev senare verksam som professor i USA med inriktning på buddhistiska studier, och skrev ett stort antal verk inom buddhismen på både engelska och japanska.